# Järnboås kyrka
Järnboås kyrka är en kyrkobyggnad som tillhör Nora bergslagsförsamling i Västerås stift.

## Kyrkobyggnaden
Träkyrkan uppfördes 1658 och invigdes 2 oktober 1659. Från början var kyrkan åttakantig och betydligt mindre än idag. 1795 tillbyggdes korsarmar åt norr och söder. Man lät då såga isär kyrkan och flyttade den bakre delen och koret. I det nya utrymme som skapades byggdes korsarmarna. 1819 fick tornet sitt nuvarande utseende med kupol. 
Vid en restaurering 1959 inhystes sakristian i norra korsarmen.
Från början var kyrkans fasad klädd med rödfärgade spån. Så småningom byttes spånen ut mot brädfodring som målades vit.
Innertaket och innerväggarna målades 1745 av Lars Anders Larsson Behm (1703-1759) från Nora. Målningarna hade bibliska motiv och användes vid undervisning. När kyrkan sågades isär 1795 återanvändes brädor från kyrkans mittparti vars takmålningar blev ett virrvarr av pusselbitar. Man lät då måla över taket. Vid 1959 års restaurering framtogs oskadade delar av takmålningar i koret och i kyrkans västra del.

## Inventarier
- Predikstolen kom till kyrkan 1680 och fanns tidigare i Nora kyrka. Den renoverades 1764 av snickaremästaren och bildhuggaren Johan Ebbe från Nora samtidigt som han byggde altaruppsatsen och psalmtavlorna.
- Dopfunten med baldakin och en duva är tillverkad av Johan Ebbe från Nora.
- I kyrkan finns mässhakar från 1700-talet.
- En äldre brudkrona är av förgyllt silver. En ny brudkrona i silver med 20 bergslagsstenar skänktes 1967 till kyrkan.
- Kyrkklockorna i tornet göts 1669 i Vassland, Nora socken. Storklockan har en diameter på 1 meter och lillklockan en diameter på 75 centimeter.
- En altartavla blev förfärdigad och invigd 1 augusti 1764 av komminister Johan Hasselberg.[1]

## Orgel
Orgeln är placerad i södra korsarmen och har en fasad från det första instrumentet byggt 1792 av lokale orgelbyggaren Johan Sundström, Järnboås.
- 1910 installerade Olof Hammarberg, Göteborg, en orgel som hade följande disposition:[2]

| Manual I (C-g3)     | Manual II (C-g3)     | Pedal (C-f1)      | Koppel |
| ------------------- | -------------------- | ----------------- | ------ |
| Borduna 16'         | Corno di bassetto 8' | Subbas 16'        | I/P    |
| Principal 8'        | Violin 8'            | Violoncell 8'     | II/P   |
| Flûte harmonique 8' | Voix céleste 8'      | Dolciana 8'       | II/I   |
| Gamba 8'            | Salicional 8'        | Basun 16'         | II B/I |
| Dolce 8'            | Rörflöjt 8'          | Crescendosvällare | I 4'/I |
| Oktava 4'           | Flûte octaviante 4'  |                   |        |
| Trumpet 8'          | Valtflöjt 2'         |                   |        |
| Crescendosvällare   | Vox Humana 8'        |                   |        |
|                     | Eufon 8'             |                   |        |
|                     | Crescendosvällare    |                   |        |

Pedalomväxling, 3 fasta kombinationer, 3 fria kombinationer samt registersvällare.
- Nuvarande orgel med 18 stämmor är byggd av Gebrüder Jemlich i Dresden och installerades 1972.[3]

| Huvudverk (I) (C-g3) | Svällverk (II) (C-g3) | Pedal (C-f1)    | Koppel |
| -------------------- | --------------------- | --------------- | ------ |
| Principal 8'         | Gedackt 8'            | Subbas 16'      | I/P    |
| Rohrflöjt 8'         | Viola di Gamba 8'     | Principalbas 8' | II/P   |
| Oktava 4'            | Principal 4'          | Gedackt 8'      | I/II   |
| Waldflöjt 2'         | Gemshorn 4'           | Nachthorn 4'    |        |
| Mixtur 4 chor        | Oktava 2'             | Basun 16'       |        |
| Trumpet 8'           | Sifflöjt 1'           |                 |        |
|                      | Sesquialtera 2 chor   |                 |        |
|                      | Tremulant             |                 |        |
|                      | Crescendosvällare     |                 |        |

## Galleri

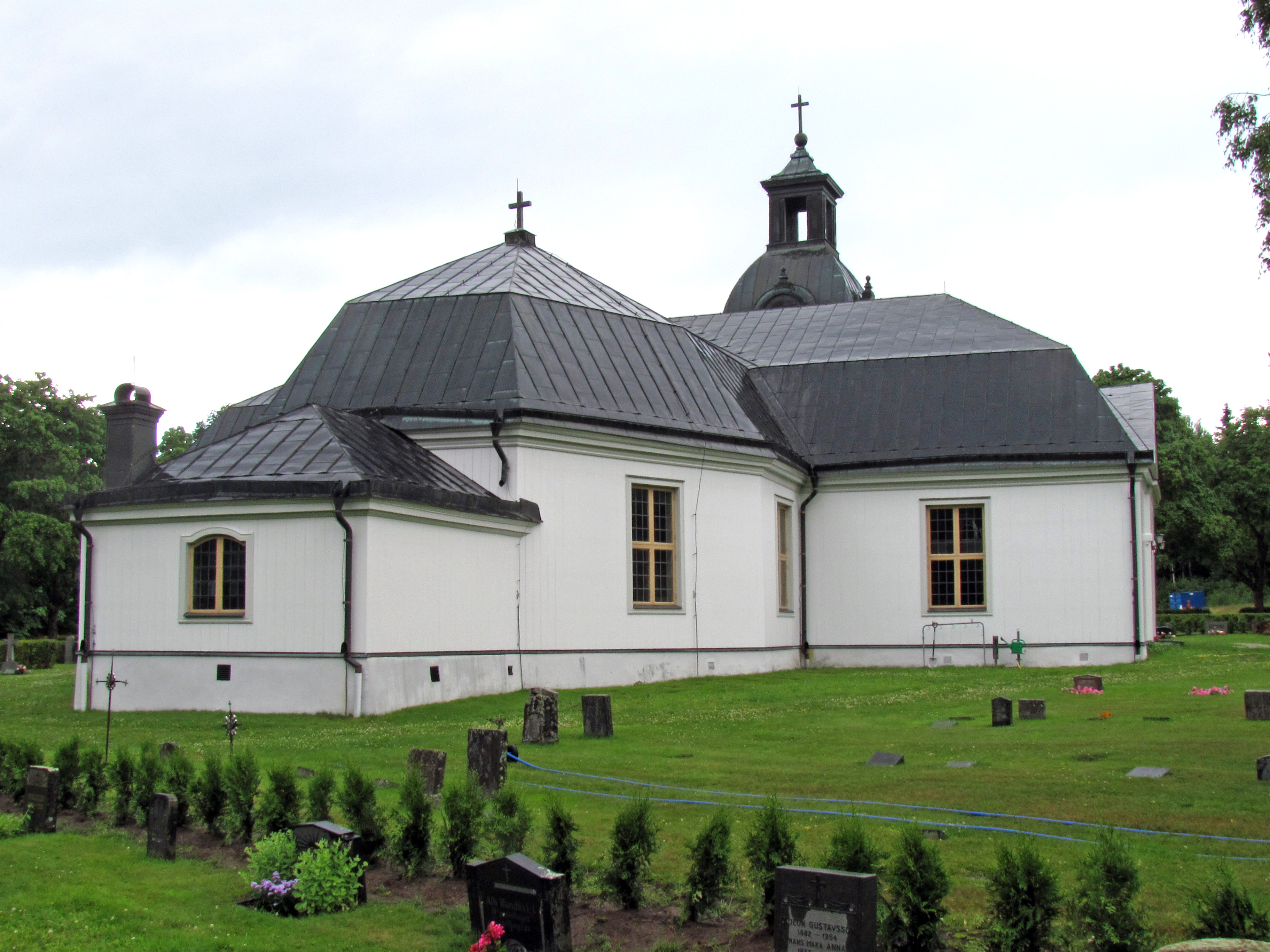
Järnboås kyrka från öster
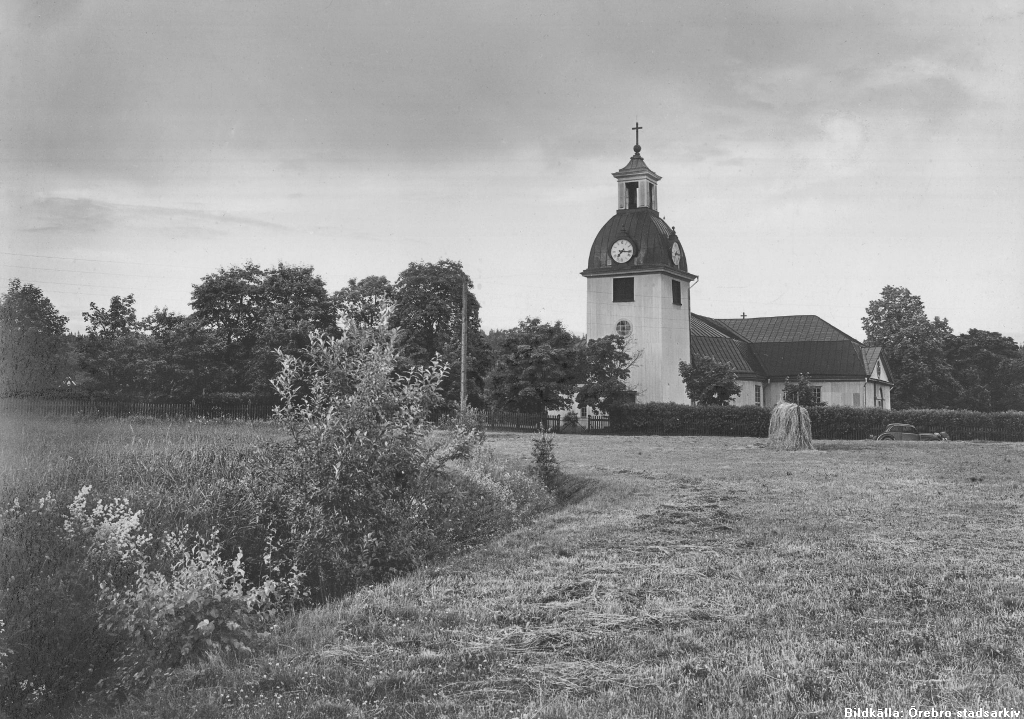
Järnboås kyrka år 1944.